# Caraá
Caraá är en kommun i Brasilien.   Den ligger i delstaten Rio Grande do Sul, i den södra delen av landet, 1 600 km söder om huvudstaden Brasília. Antalet invånare är 7 313.
I omgivningarna runt Caraá växer i huvudsak städsegrön lövskog. Runt Caraá är det ganska tätbefolkat, med 60 invånare per kvadratkilometer.